# Selçuk
Selçuk je správní centrum jednoho z okresů v Izmirské provincii v Egejském regionu na západě Turecka. Město Selçuk je od Izmirského letiště Adnan (ADB) vzdáleno zhruba 70 km. Od moře je Selçuk vzdálen asi 7 km.

## Obyvatelstvo
Obyvatelé jsou převážně muslimové (sunnité). V roce 2011 bylo v Selçuku 27 900 obyvatel.

## Historie, pamětihodnosti
Nejvýznamnějším počinem byl v r. 1923 zánik Osmanské říše a vznik republiky. O to se zasloužil Kemal Atatürk, jehož sochy jsou vidět nejen v Selçuku. V nedalekém Kusadasi na kopci nad přístavem ční obrovská socha otce zakladatele. V Selçuku najdeme mnoho míst a budov, které pocházejí z doby Byzantské říše. Významnou památkou je Artemidin chrám, ze kterého bohužel zbyl jen jediný sloup. Další pamětihodností je 3 km vzdálené antické město Ephesus (Efes)s obrovským amfiteátrem. Téměř v centru Selçuku je byzanstsko-seldžucká pevnost a pod ní zřícenina Bazliky sv. Jana, jejíž vstupní brána pochází ze 7. století n. l. Velice navštěvovaným místem je mešita sultána Isa Bay ze 14. stol. V Kusadasi (14 km) je taktéž krásná zachovalá pevnost. V Selçuku můžeme vidět akvadukty.
Kulturní střediska v Selçuku, ale i jinde, mají jedno společné, přijíždějícím turistům zajistit knížky o historii města a o památkách v různých jazycích (čeština, němčina, ruština, angličtina, ...). Podrobné mapy jsou k dostání v každém info koutku, kterých je hodně a na autobusovém nádraží. Jsou velice podrobné i s vyobrazením památek.

## Průmysl a obchod
Selçuk je spíše zemědělskou oblastí. Známý je velký bazar, který se koná ve středu a v sobotu nedaleko autobusového nádraží. Obchody mají většinou otevřeny do 22h. Nedaleká vesnici Sirince, což je vesnička v kopcích, je známá díky výrobě ovocných vín (jahody, borůvky, granátové jablko...), v menší míře vín klasických.

## Doprava
Na silnicích, které jsou ve vynikajícím stavu velké množství aut nevidíme, častěji je vidět motorka, kolo. Důvod je jednoduchý, ceny pohonných hmot jsou dost vysoké (r. 2011 - benzín 95 - 44 Kč/l; nafta 38 Kč/l).
Místní doprava je v Selçuku a okolí (ale i v celém Turecku) zajišťována malými autobusy, tzv. Dolmuši. Jízdní řád neexistuje, řidiči Dolmušů na konečných čekají na cestující a pokud dojde k naplnění aspoň 1/3 autobusu, tak vyjede. Zastávky existují, přesto Dolmuš zastaví kdekoliv na mávnutí, třeba i pár metrů za zastávkou. Jedná se o unikátní, cenově přístupnou dopravu.
V Selçuku je také vlakové nádraží, ze kterého je možné jet do Izmiru - cca 2,5 hod.

## Sport
Nejoblíbenějším sportem je fotbal. Hřiště jsou, nejen v Selçuku, většinou spojena s atletickým okruhem. V nedalekém Sirince je též základna pro neprofesionální fotbal.
Selçuk, Kusadasi, Pamukale, Izmir a další oblasti mají velkou gymnastickou základnu. Od roku 2008 se v Izmirské provincii koná Mezinárodní gymnastický festival (v roce 2011 konaný v Selçuku a Kusadasi), který je pro všechny věkové kategorie, i seniory. Tento festival je oblíbený a je hojně navštěvován nejen místními lidmi, ale i turisty. Dalším oblíbeným sportem je basketbal.